# Zavreliella molesta
Zavreliella molesta är en tvåvingeart som beskrevs av Reiss 1990. Zavreliella molesta ingår i släktet Zavreliella och familjen fjädermyggor. Inga underarter finns listade i Catalogue of Life.